# دجاجة الأدغال
دجاجة الأدغال أو عُتْرُفان أو عُتْرُسان (الاسم العلمي: Gallus) اسم لمجموعة من الطيور تعيش في جنوب آسيا، وجبال الإنديز الشرقية. وقد انحدرت منها الدواجن المنزلية الحالية. يوجد دجاج الأدغال بكثرة في الهند، وهو يجري بسرعة عالية، ويطير على ارتفاع عال نسبيًا، ويسكن في الأشجار، وتصِّوت إناثه بطريقة تُشْبِه إلى حد كبير طريقة الدواجن المنزلية، إلا أن الديك يصيح بصوت يشبه صوت ديك البنطم البرني.
يسكن دجاج الأدغال البري ذو اللَّون الأحمر في الغابات الجبلية قرب القرى الصغيرة. ويتخذ من أجمات الخيزران مأوى له، إلا أنه غالبًا ما يختلط مع الطيور الأليفة. وخلافًا للدواجن المنزلية، فإن ديك الأدغال يتخذ دجاجة واحدة فقط زوجة له. ويميل لون الديكة إلى الأحمر الأقرب إلى البرتقالي، وإلى الأخضر اللامع. أما الإناث، فنجدها منقطة بالبني، وتصعب مشاهدتها في أغلب الأحيان. وتضع بيضها في حفرة صغيرة مجَوَّفَة داخل الغابة.